# Tuhelj
Tuhelj is een gemeente en dorp in Kroatië, in de provincie Krapina-Zagorje. In 2001 telde de gemeente 2181 inwoners. De grootste plaats in de gemeente is Tuhelj, andere plaatsen zijn Banska Gorica, Črešnjevec, Glogovec Zagorski, Lenišće, Lipnica Zagorska, Pristava, Prosenik, Sveti Križ, Trsteno, Tuheljske Toplice (bron van Tuhelj)